# قلعه اسنلینگ
قلعه اسنلینگ به دژ نظامی گفته می‌شود که در سال ۱۸۱۹ توسط ارتش ایالات متحده در کانفولونس رودخانه مینه‌سوتا با رودخانه می‌سی‌سی‌پی در شهرستان هنپین ایالت مینه‌سوتا ساخته شده است. نام اولیه این دژ٬ قلعه سنت آنتونی بود که بعدها به احترام کلنل جوزف اسنلینگ سازنده قلعه و اولین فرمانده آن به قلعه اسنلینگ تغییر نام داده شد. در نزدیکی قلعه کلیسایی هم برای عبادت سربازان ساخته شده است. این قلعه زمینه امنیت لازم برای سکونت مهاجرین سفید پوست را در ایالات مینه‌سوتا و به‌ویژه در محل کنونی شهرهای سنت پل و مینیاپولیس را فراهم نمود.

## موقعیت استراتژیک
ساخت قلعه اسنلینگ در سال ۱۸۲۰ با فرماندهی کلنل جوزف اسنلینگ در کانفلونس رود می‌سی‌سی‌پی و رود مینه‌سوتا آغاز شد. این موقعیت دید وسیعی از هر دو رودخانه را به دست می‌داد. موقعیت قلعه اسنلینگ توسط ستوان زبلون پایک شناسایی شده بود.

## ساخت و ساز قلعه
ساخت و ساز قلعه از صفر و با استفاده از موادی که در محل یافت می‌شد انجام گرفت. این کار ساخت و ساز از ۱۸۲۰ تا ۱۸۲۴ به طول انجامید. سنگ آهک از پرتگاه رودخانه تهیه شد. چوب از برش درختان اطراف رود رام در همان نزدیکی تهیه شد٬ و الوار از جلگه‌های سیلابی و درختان کاج پراکنده بدست آمد.